# Plamen (časopis)
Plamen je bio časopis koji je pokrenuo i uređivao Miroslav Krleža, zajedno s Augustom Cesarcem. Izlazio je tijekom 1919. godine.

## Kulturni i politički značaj
“Polumjesečnik za sve kulturne probleme”, su 1919. u Zagrebu pokrenuli Miroslav Krleža i August Cesarec, uz likovnu opremu Ljube Babića. Od 1. siječnja do 1. kolovoza 1919. ukupno je izašlo 15 brojeva (svaki 1. i 15. u mjesecu). Nakladnik je bio "Jug", a tiskala ga je tiskara "Hermes". U umjetnosti je zastupao avangardističku poetiku. Urednici su okupili istaknute hrvatske intelektualce i umjetnike kao što su bili Antun Branko Šimić, Julije Benešić, Gustav Krklec, Tin Ujević, Tito Strozzi i drugi. Bio je to prvi list koji je, uz kritiku hrvatske nacionalističke retorike, razotkrivao srpsku vidovdansku mitomaniju i represiju beogradskog režima, zbog čega je i zabranjen iste godine (1919.) nakon izlaska 15 brojeva. Zabranjen je banskom naredbom na prijedlog cenzure, pozivajući se na austro-ugarski propis iz 1914. "o iznimnim mjerama u slučaju rata". Vlasti su ga smatrale diskretnijim glasom komunističke Istine, što nije čudno, jer je i Istina o Plamenu imala isto mišljenje.
Časopis je čitateljstvu afirmirao mladog Krležu kao ne samo pjesnika, kako je dotad uglavnom viđen, nego i kao esejista, dramaturga, novelista. Ovdje je prvi put objavljen njegov esej Hrvatska književna laž.
"Ostvarenje novog u svim njegovim izrazima" program je časopisa koji sebe vidi kao "trn u oku svih jugoslavenskih nazadnjaka", a "skinuti svu tamu laži i tradicije" znači kretati se prema "novoj duši, umjetnosti i životu". Sam naziv časopisa najčešće se veže uz Lenjingradsku Plamju Anatolija Lunačarskog.
Iako je uredništvo prihvatilo ekavicu, svi tekstovi izlazili su u napisanoj inačici.

## Naslovnica
Kao i Književnu republiku i Hrvatski bog Mars, Hrvatsku rapsodiju i nebrojena druga Krležina izdanja, Plamen grafički je opremio Ljubo Babić.
| „ | U vrhunce opusa Ljube Babića, jednoga od najistaknutijih intelektualaca prve polovice 20. stoljeća, svrstavaju se dva ekspresionistička rješenja, za kulturne časopise Plamen i Republika, koje je uređivao Miroslav Krleža. Dobro usklađenim, duboko promišljenim, tipografski razrađenim i funkcionalnim rješenjima Babić je uspostavio nove oblikovne kriterije te osuvremenio i unaprijedio grafički dizajn na našim prostorima. | ” |
|   | |   |